# NGC 2724
NGC 2724 ist eine leuchtschwache Balken-Spiralgalaxie vom Hubble-Typ SBc im Sternbild Luchs am Nordsternhimmel. Sie ist schätzungsweise 143 Millionen Lichtjahre von der Milchstraße entfernt und hat einen Durchmesser von etwa 75.000 Lichtjahren.

Im selben Himmelsareal befinden sich u. a. die Galaxien NGC 2719 und PGC 25284.
Das Objekt wurde am 7. Februar 1832 vom britischen Astronomen John Herschel entdeckt.